# Peter Garrett
Peter Robert Garrett (* 16. dubna 1953 Sydney) je australský aktivista, environmentalista, hudebník, bývalý politik a člen skupiny Midnight Oil.
Ješte jako student práv založil roku 1973 alternativní rockovou skupinu Midnight Oil, celosvětového úspěchu ale dosáhli až v roce 1987 skladbou „Beds Are Burning“, jejíž text obhajoval právo původních obyvatel Austrálie na půdu a území.
V roce 2004 se stal kandidátem Australské strany práce do parlamentných voleb. Dne 6. prosince 2007 jej premiér Kevin Rudd jmenoval do funkce ministra životního prostředí.